# Gerard Bańka
Gerard Paweł Bańka (ur. 18 sierpnia 1908 w Gliwicach, zm. 26 grudnia 1992 w Katowicach) – polski ksiądz rzymskokatolicki, proboszcz parafii pw. św. Jadwigi w Chorzowie, dziekan dekanatu chorzowskiego. Szykanowany przez władze PRL.

## Życiorys
Urodził się 18 sierpnia 1908 roku w Gliwicach, tam też chodził do szkoły podstawowej, a następnie rozpoczął naukę w gimnazjum.
W 1922roku przeprowadził się z rodziną do Katowic, gdzie kontynuował naukę w Państwowym Gimnazjum im. Adama Mickiewicza.
W 1927 roku uzyskał świadectwo dojrzałości, wstąpił do Śląskiego Seminarium Duchownego w Krakowie oraz podjął studia teologiczne na Uniwersytecie Jagiellońskim. Dzięki otrzymanej dyspensie, już jako dwudziestoczterolatek otrzymał święcenia kapłańskie w czerwcu 1932.
Pracę duszpasterską rozpoczął w parafii pw. Najświętszego Serca Pana Jezusa w Mysłowicach. Był katechetą Miejskiego Gimnazjum Matematyczno-Przyrodniczego Męskiego oraz w swoim dawnym gimnazjum im Adama Mickiewicza w Katowicach. We wrześniu 1933 został katechetą w Miejskim Gimnazjum Żeńskim w Katowicach.
W październiku 1935 bp Stanisław Adamski powierzył mu obowiązki kapelana harcerskiego hufca żeńskiego Katowicach; został także moderatorem szkolnej Sodalicji Mariańskiej.
Po wybuchu II wojny światowej został skierowany, jako wikariusz substytut do parafii pw. Matki Bożej Królowej Różańca Świętego w Łaziskach Górnych. Przez ponad trzy wojenne lata odbudowywał parafialny kościół, spalony podczas działań wojennych.
Po zakończeniu wojny dodatkowo podjął dawne obowiązki katechety w żeńskim gimnazjum w Katowicach.
W sierpniu 1947 roku przeniesiony do parafii pw. św. Jadwigi w Chorzowie, początkowo jako administrator, następnie jako proboszcz. W następnym roku został kapelanem wojskowym, przez kolejne dziesięć lat odprawiając msze św. w koszarach w Katowicach, Gliwicach i Tarnowskich Górach. Rok później objął kościelną funkcję sędziego posynodalnego. Z jego inicjatywy krakowski malarz Adam Bunsch wykonał w 1952 roku polichromię w kościele parafialnym.
Szykanowany przez PRL-owskie władze, m.in. jako podejrzany o rzekomą współpracę z hitlerowcami, a następnie oskarżany o zły wpływ na młodzież. Był uporczywie śledzony przez PRL-owską Służbę Bezpieczeństwa. W 1953, pod naciskiem ówczesnych władz, wikariusz kapitulny ks. Filip Bednorz pozbawił go proboszczowania, mianując na to stanowisko "księdza patriotę" Piotra Kowolika.
Przez ponad rok, od września 1953 do listopada 1954 bronił się przed usunięciem z parafii, m.in. odwołując się do przewodniczącego Konferencji Episkopatu Polski. Uległ pod groźbą wysiedlenia poza województwo. Został administratorem parafii św. Piotra i Pawła w Woszczycach, gdzie m.in. wyremontował ogrzewanie w kościele.
W grudniu 1956 powrócił do parafii pw. św. Jadwigi w Chorzowie. Przeprowadził remont kościoła i salek katechetycznych. Ponownie z jego inicjatywy krakowski malarz Adam Bunsch wykonał prace na rzecz kościoła, wykonując mozaikową Drogę Krzyżową oraz mozaiki nad ołtarzami bocznymi.
Od 1956 roku przez dwadzieścia lat był dziekanem dekanatu chorzowskiego, przez dziewiętnaście lat członkiem Rady Kapłańskiej, a w latach 1977–1992 kanonikiem honorowym Kapituły Katedralnej w Katowicach.
Przyczynił się do wybudowania dwóch chorzowskich kościołów: pw. św. Floriana oraz pw. Ducha Św.
Zmarł 26 grudnia 1992 roku w Katowicach-Brynowie, został pochowany na cmentarzu parafialnym parafii pw. św. Jadwigi w Chorzowie.